# 反魂丹役所
反魂丹役所（はんごんたんやくしょ）は、越中国（現在の富山県）の反魂丹の品質・信用を保つために江戸時代に設立された組織。

## 概要
富山反魂丹売薬が富山藩の重要な産業として成長してきた要因として、先用後利と藩の保護・統制が挙げられる。その中核となった機関が反魂丹役所である。

## 背景
売薬人が1000人を超え、品質の悪い薬が売られ富山の薬の信用が失われる恐れがあったため組織された。

## 役割
- 薬種の仕入れ代金を貸すなどの資金援助
- 売薬人の初出願の受付および藩への取次
- 諸通達の交付、統制および罰則
- 賦課金の徴収、出納簿の作成